# 江悦之
江悦之（445年—505年）是南北朝时期将军，字彦和，济阳考城人。

## 生平
七世祖江统为晋朝散骑常侍，后家族因战乱迁往南方。父亲江范之在其年幼时被刘裕诛杀，成为了孤儿。先后为刘骏、萧道成、萧衍部下，战功累累。先后任荆州征西府中兵参军、屯骑校尉、后军将军、辅国将军、冠军将军。卒后赠辅国将军、梁州刺史，追封安平县开国子，食邑三百户，谥号为庄。

## 家族
- 七世祖：江统
- 祖父：江兴之
- 父：江范之
- 子：江文遥、江文远

## 延伸阅读
[在维基数据编辑]
 《魏書/卷71》，出自魏收《魏书》
 《北史·卷045》，出自李延壽《北史》